# Parque nacional de Yanbaru
El parque nacional de Yanbaru (やんばる国立公園, Yanbaru Kokuritsu Kōen) es un parque nacional de la prefectura de Okinawa, Japón. Creado en 2016, se encuentra en la región boscosa de Yanbaru y sus alrededores, en el extremo norte de la isla de Okinawa. El parque comprende una superficie de 13.622 ha en los pueblos de Kunigami, Ōgimi y Higashi, junto con 3.670 ha de las aguas circundantes. El día de su creación, el 15 de septiembre, coincide con el aniversario del descubrimiento en 1983 del escarabajo de brazos largos de Yanbaru (Cheirotonus jambar), especie endémica en peligro de extinción (ヤンバルテナガコガネ)

## Planes futuros
La futura ampliación del Parque depende de la reversión de los terrenos actualmente ocupados por el ejército estadounidense como Área de Entrenamiento Norte. La parte norte de la isla de Okinawa que se corresponde con Yanbaru fue presentada en 2016 para su inscripción en la Lista del Patrimonio Mundial de la UNESCO como parte de la candidatura en serie de la isla de Amami-Ōshima, la isla de Tokunoshima, la parte norte de la isla de Okinawa y la isla de Iriomote.